# Морозов, Ефим Никифорович
Ефим Никифорович Морозов - советский государственный и политический деятель, председатель Рязанского областного исполнительного комитета. 

## Биография
Родился в 1898 году в деревне Гранки Гжатского уезда Смоленской губернии. Член ВКП(б) с 1925 года.
Окончил 4 класса сельской школы. В 1912-1917 годах работал в Москве учеником слесаря и слесарем.
Участник Первой мировой войны (1917, телеграфист-морзист) и Гражданской войны (февраль 1918 - 1922, участвовал в боях с армиями Краснова, Деникина, Врангеля).
В 1922-1941 гг. — слесарь и председатель фабрично-заводского комитета Русо-Балтийского завода в Филях, председатель общества потребителей, председатель Исполнительного комитета Кунцевского районного Совета (1928), Ухтомского районного Совета (1930), Зарайского районного Совета (1935-1937), заведующий Московским областным коммунальным отделом (1937), председатель Организационного комитета Президиума ВЦИК по Рязанской области (с 1937).
Избирался депутатом Верховного Совета СССР 1-го созыва.
Умер 11 мая 1941 года в Москве.